# Усть-Камышта
Усть-Камышта — село в Аскизском районе Хакасии, административный центр Усть-Камыштинского сельского поселения.

## География
Находится в 35 км к северу от райцентра — села Аскиз.
Расстояние до ближайшей ж.-д. станции Скальная (Абакан — Новокузнецк) 7 км.
Село расположено на реке Камыште, в 15 км от впадения её в реку Абакан.

## Население
| 2002 | 2010  |
| ---- | ----- |
| 1400 | ↘1213 |

Национальный состав — русские, хакасы, немцы.

## Экономика
Основные направления хозяйства — разведение племенного крупнорогатого скота, овцеводство. Продукция — молоко, мясо, шерсть (сельскохозяйственное предприятие «Аскизское» — ранее совхоз «Овцевод»).
В селе работает ООО «Овцевод» — племенной репродуктор по разведению крупного рогатого скота симментальской породы.

## Социальная сфера
В Усть-Камыште работает участковая больница, отделение связи, Дом культуры и библиотека.

## Образование
В селе работает Усть-Камыштинская СОШ (1929) и детский сад «Малышок».

## Известные уроженцы
- Топоев, Олег Николаевич — российский оператор
- Добров, Семён Константинович — хакасский журналист
- Добров, Макар Константинович — хайджи и поэт

## Достопримечательности
- Памятники истории и археологии
- озёра Баланкуль, Ханкуль